# Grünus Kravalle
Grünus Kravalle ist ein Märchen (AaTh 401, 313C). Es steht in Johann Wilhelm Wolfs Deutsche Hausmärchen an Stelle 29.

## Inhalt
Königssohn Jakob verspielt alles, bis der König ihm die Karten wegnimmt und allen bei Strafe verbietet, mit ihm zu spielen. Im Wald kommt ein Jäger Grünus Kravalle und spielt mit ihm, lässt ihn erst gewinnen, dann verlieren. Jakob soll ihn auf Jahresfrist wiederfinden oder er gehört ihm. Er findet nacheinander drei Einsiedler, die alle Menschen kennen, erst der dritte weiß den Weg zu Grünus Kravalles Schloss. Er soll hineingehen, wenn zwei Damen es öffnen, soll gleich nach Grünus Kravalle fragen und wieder gehen. Doch er lässt sich aufhalten und wird in den Eiskeller gesperrt. Die jüngere Tochter liebt ihn und fliegt mit ihm als Rabe und Tauber verwandelt fort. Die Schwester verfolgt sie als Sperber, die Mutter als Weih (siehe Weihen), doch sie tarnen sich erst als Rose an einem Rosenstock, dann als Fels mit Arbeiter. Grünus Kravalle kommt als Adler, erkennt seinen Verlust an und gibt der Tochter drei Nüsse, wenn sie in Not wäre. Daheim soll Jakob sie als Prinz an einer Mühle abholen. Doch wie sein Hund ihn küsst, vergisst er sie und kriegt eine andere Braut. Verzweifelt holt seine Frau aus den Nüssen erst ein silbernes, dann ein goldenes, dann ein diamantenes Kleid und erkauft sich damit von der Braut eine Nacht bei ihm. Die gibt ihm Schlaftrunk, nur die Schildwachen hören die Klage seiner Frau. Das dritte Mal lässt er den Schlaftrunk am Kinn herunter laufen. Sie gibt ihm Wasser mit den Nussschalen, er erinnert sich.

## Herkunft
Der Titel Grünus Kravalle ist bei Wolf nicht mit einem Sternchen (*) versehen, was laut seiner Vorrede anzeigt, dass er selbst den Text ausarbeitete. In Die eisernen Stiefel weisen drei Eremiten den Weg zum Himmel. Vgl. auch Grimms Der Eisenofen.
Walter Scherf zufolge hörte Wolf das Märchen wohl in einer hessischen Kaserne und arbeitete es aus. Die Rabenverwandlung stamme aus Schwanenjungfraumärchen, die Verwandlungskette ist verkürzt wie in Grimms Der Trommler. Meist sei es der Vater, der sich verschuldet, wie in Der König vom goldenen Berg. Der gesuchte Ort ist nicht von dieser Welt, denn nur in uns selbst können wir uns zurückgewinnen von zwanghafter, dämonisierter Verfallenheit an eine Vater-Abspaltung. Vgl. Bechsteins Die drei Nüsse.